# Беззубовский сельский округ
Беззубовский сельский округ — упразднённая административно-территориальная единица, существовавшая на территории Орехово-Зуевского района Московской области в 1994—2004 годах.
Беззубовский сельсовет был образован в первые годы советской власти. По данным 1923 года он входил в состав Ильинской волости Егорьевского уезда Московской губернии.
В 1926 году Беззубовский с/с включал деревни Беззубово и Митрохино.
В 1929 году Беззубовский сельсовет вошёл в состав Куровского района Орехово-Зуевского округа Московской области.
17 июля 1939 года к Беззубовскому с/с было присоединено селение Ащерино упразднённого Ботаговского с/с.
14 июня 1954 года к Беззубовскому с/с был присоединён Игнатовский с/с.
22 июня 1954 года из Ильинского с/с в Беззубовский было передано селение Внуково.
3 июня 1959 года Куровской район был упразднён и Беззубовский с/с вошёл в Орехово-Зуевский район.
20 августа 1960 года к Беззубовскому с/с был присоединён Вантиновский сельсовет.
1 февраля 1963 года Орехово-Зуевский район был упразднён и Беззубовский с/с вошёл в Орехово-Зуевский сельский район. 11 января 1965 года Беззубовский с/с был возвращён в восстановленный Орехово-Зуевский район.
16 октября 1986 года из Беззубовского с/с в Барановский с/с Воскресенского района был передан посёлок станции Берендино.
3 февраля 1994 года Беззубовский с/с был преобразован в Беззубовский сельский округ.
8 апреля 2004 года Беззубовский с/о был упразднён, а его территория передана в Ильинский с/о.